# Клеберн (округ, Арканзас)
Шаблон:StateAbbr_ 35°32′06″ пн. ш. 92°00′46″ зх. д. / 35.535° пн. ш. 92.012777777778° зх. д.
Округ Клеберн (англ. Cleburne County) — округ (графство) у штаті Арканзас. Ідентифікатор округу 05023.

## Історія
Округ утворений 1883 року.

## Демографія
За даними перепису
2000 року
загальне населення округу становило 24046 осіб, зокрема міського населення було 5684, а сільського — 18362.
Серед мешканців округу чоловіків було 11644, а жінок — 12402. В окрузі було 10190 домогосподарств, 7405 родин, які мешкали в 13732 будинках.
Середній розмір родини становив 2,74.
Віковий розподіл населення поданий у таблиці:
| Стать    | До 15 років | 15-21 | 22-29 | 30-39 | 40-49 | 50-65 | 65-85 | Понад 85 |
| -------- | ----------- | ----- | ----- | ----- | ----- | ----- | ----- | -------- |
| Чоловіки | 2103        | 959   | 886   | 1435  | 1597  | 2351  | 2156  | 157      |
| Жінки    | 2075        | 944   | 865   | 1504  | 1644  | 2612  | 2391  | 367      |

## Суміжні округи
- Стоун — північ
- Індепенденс — північний схід
- Вайт — південний схід
- Фолкнер — південний захід
- Ван-Бюрен — захід

## Виноски
1. ↑  U.S. Decennial Census. United States Census Bureau. Архів оригіналу за 26 квітня 2015. Процитовано 25 серпня 2015.
2. ↑  Historical Census Browser. University of Virginia Library. Архів оригіналу за 11 Серпня 2012. Процитовано 25 серпня 2015.
3. ↑  Forstall, Richard L., ред. (27 березня 1995). Population of Counties by Decennial Census: 1900 to 1990. United States Census Bureau. Архів оригіналу за 24 Вересня 2015. Процитовано 25 серпня 2015.
4. ↑  Census 2000 PHC-T-4. Ranking Tables for Counties: 1990 and 2000 (PDF). United States Census Bureau. 2 квітня 2001. Архів оригіналу (PDF) за 18 Грудня 2014. Процитовано 25 серпня 2015.
5. ↑  State & County QuickFacts. United States Census Bureau. Архів оригіналу за 8 липня 2011. Процитовано 20 травня 2014.(англ.) Наведено за англійською вікіпедією.
6. ↑  American FactFinder. Бюро перепису населення США. Архів оригіналу за 29 липня 2011. Процитовано 31 січня 2008.

| США | Це незавершена стаття з географії США. Ви можете допомогти проєкту, виправивши або дописавши її. |